# Терногородське плато

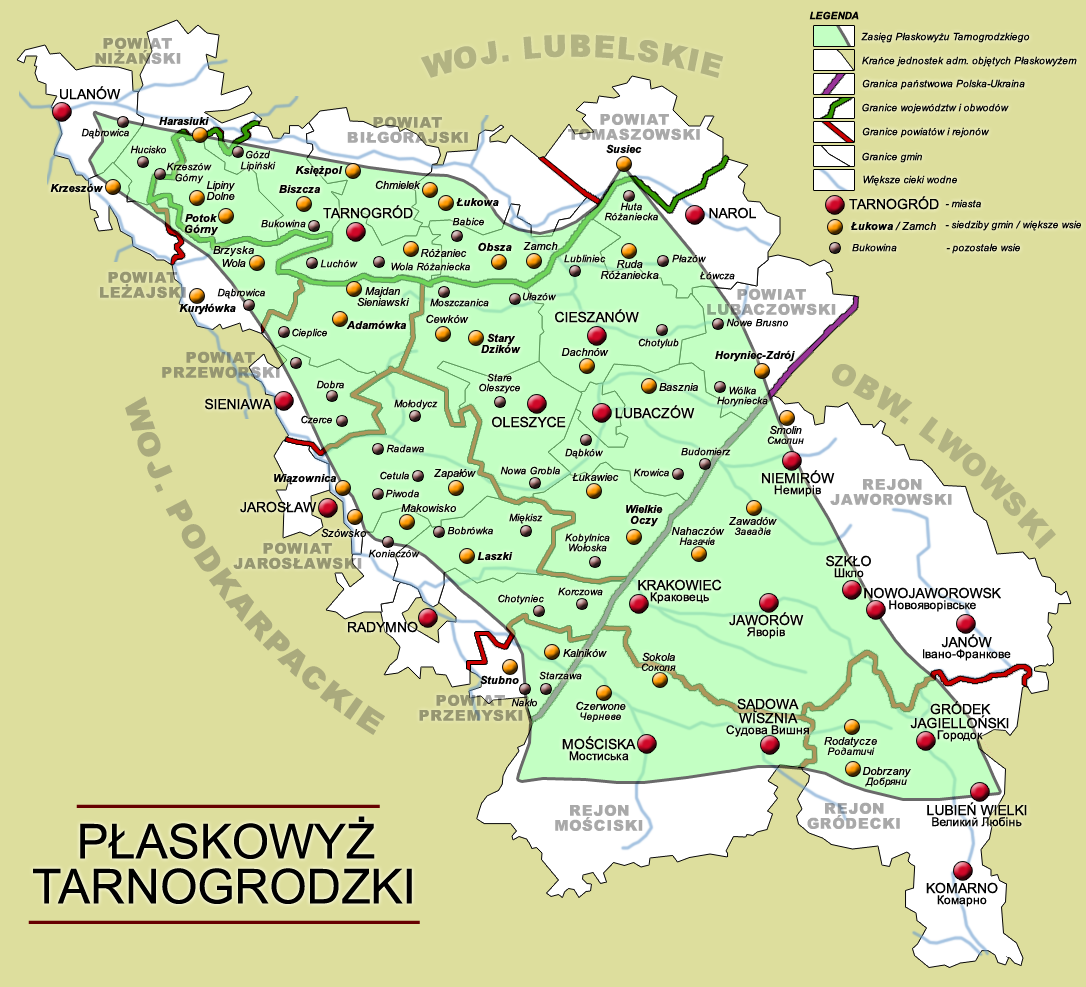
Терногородське плато

Терногоро́дське плато́ (пол. Płaskowyż Tarnogrodzki) — великий фізикогеологічний мезорегіон у південносхідній Польщі та західній Україні, що є східною частиною Сандомирського басейну. Свою назву дістало від назви міста Терногород.

## Географічне розташування
Терногородське плато простягається між долинами річок Танви, Сяну та Шкла і пагористим пасмом Розточчя. В центрі мезорегіону до Сяну впадає річка Любачівка, яка утворює своїм плином широку і зігнуту долину. Південно-східна частина плато розташована в Україні, в межах трьох районів Львівської області: Яворівського, Мостиського та Городоцького. У межах Польщі воно займає площу 2260 км². Плато межує на південному заході з долиною нижнього Сяну, на півночі — з Білгорайською рівниною, а на сході та північному сході зі Східним (Українським) Розточчям. На півдні регіон межує із Хирівським плато і Верхньодністровською улоговиною. 
У межах України південно-східна частина плато має окрему назву — Сянсько-Дністровська вододільна рівнина.

## Геологічна характеристика
Регіон має дрібнохвилястий рельєф, що формується височинами від 220 до 280 м над рівнем моря (максимальна висота 284 м). Рельєф здебільшого одноманітний, урізноманітнений піщаними пагорбами (переважно параболічними), такими як Смерецька Гора (229 м) чи Вовча Гора (230 м). У будові плато лежать міоцени, на яких залягають прикриті лесом глини та піски, що надає регіону сільськогосподарського значення.